# Joachim Ellefeld
Joachim Ellefeld (* ca. 1510 in Pritzwalk; † vor 1600 in Schnackenburg) war ein deutscher Theologe und Reformator und Zerstörer der Hostien in der Wunderblutkirche in Wilsnack.

## Leben
Es ist nur bekannt, dass Joachim Ellefeld in Pritzwalk geboren und 1552 Prädikant in Wilsnack an der Wunderblutkirche St. Nikolai gewesen ist. Geburtsdatum und Sterbedatum sind nicht überliefert.

## Vorgeschichte

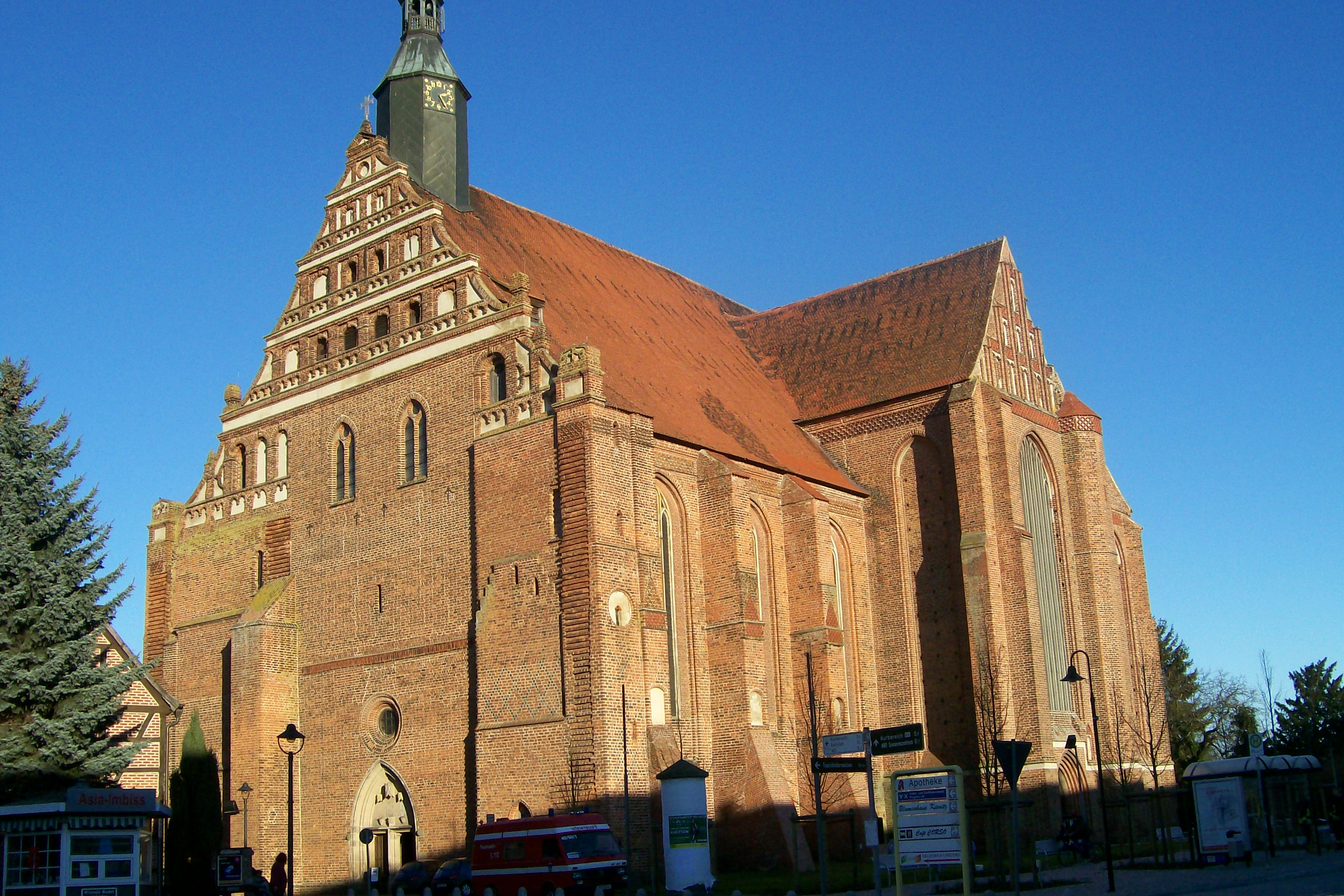
Wunderblutkirche, West- und Südseite

Die Wunderblutkirche St. Nikolai in Wilsnack in der brandenburgischen Prignitz war bis zur Mitte des 16. Jahrhunderts ein bedeutendes Wallfahrtsziel. Grund hierfür war die „Legende vom Wunderblut“. 1383, nach dem Brand der Dorfkirche von Wilsnack, fand der ortsansässige Pfarrer in den Trümmern drei unversehrt gebliebene Hostien, auf denen sich je ein roter Blutstropfen befand. Dieses Ereignis wurde seinerzeit vielfach diskutiert und es blieb nicht aus, das Blut mit jenem von Christus in Verbindung zu bringen. Von Theologen wurde die Auffassung vertreten, bei den Blutstropfen an den unversehrten Hostien handele es sich zweifelsohne um Christi Blut. Diese Auffassung war nicht unbestritten. Darüber gab es eine intensive Auseinandersetzung, in der sich auch mehrere Päpste mit Bullen einschalteten.
Hintergrund war das katholische Verständnis der Eucharistie. Der sogenannte Abendmahlsstreit drehte sich „um die Frage, wie Leib und Blut Jesu Christi in Brot und Wein anwesend sind: real, verwandelt oder symbolisch“.
Trotz der theologischen Bedenken, ob auf den Hostien wirklich das Blut Jesu Christi hervorgetreten sei, setzte sich der Volksglaube durch. Eine weitere Kirche, die Wunderblutkirche St. Nikolai, wurde auf der Asche der verbrannten Kirche errichtet und 1396 fertig gestellt. Im 15. Jahrhundert war Wilsnack ein ähnlich bedeutender Wallfahrtsort wie Santiago de Compostela in Spanien.
Da eine Fälschung nicht ausgeschlossen werden konnte und die Möglichkeit bestand, dass den Pilgern die Gefahr des Götzendienstes drohte, kam man schließlich auf den Gedanken, eine frische konsekrierte Hostie hinzulegen und so die bleibende Unsicherheit zu den drei „Bluthostien“ zu überholen.

## Zerstörung der Hostien

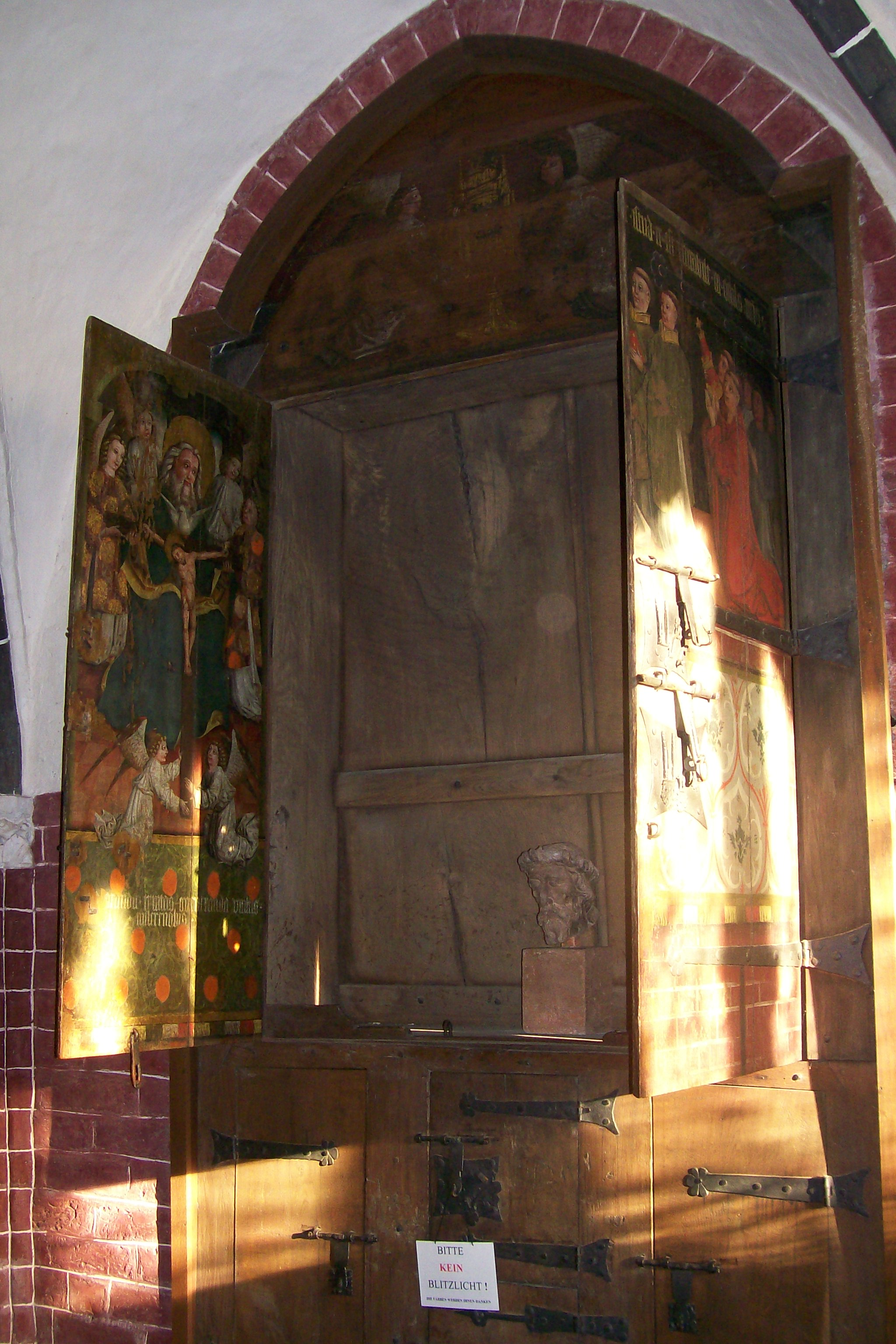
Der Wunderblutschrein mit bemalten Türen

Ellefeld war gegen den Willen des noch dem katholischen Glauben verpflichteten Dechanten in Havelberg Petrus Conradi (Peter Cords) zum Prädikanten in Wilsnack bestellt worden. Er versuchte, der „Abgötterei“ ein Ende zu machen. Conradi dagegen wollte die Bevölkerung der katholischen Religion erhalten und ging in die Sakristei der Kirche, nachdem Ellefeld gepredigt hatte, trat im Messgewand mit den Wunderbluthostien vor den Altar und stimmte eine Antiphon an, die von Ellefeld als abergläubisch angesehen wurde.
Ellefeld beriet sich mit Johannes Agricola. Dieser wirkte im Auftrag des Kurfürsten als Oberhofprediger an der Dom- und Schlosskirche in Berlin und als Generalsuperintendent und Visitator mit an der Errichtung der evangelischen Kirche Brandenburgs. Auch den Inspektor von Kyritz Lorenz Pascha, einen gelehrten Theologen und Eiferer für die Religion, befragte er, der ihn offensichtlich bei seinem Plan, die Hostien zu zerstören, unterstützte. Ellefeld konnte sich auch auf den Reformator Martin Luther stützen, der zur Zerstörung der „wilden Kapellen und Feldkirchen … als da sind Welsnacht (Wilsnack), Sternberg …“ aufgerufen hatte.
Deshalb ging Ellefeld am 28. Mai 1552 mit seinem Kaplan Lucas Lindenberg, dem Schulmeister Johann Meurer und dem Küster Thomas Bremer in die Wunderblutskapelle, nahm das Kristallgefäss, in dem sich die „Bluthostien“ („das Blut“) befand, aus dem Behältnis, zerschlug es und verbrannte das „Blut“, nicht aber die geweihten Hostien, die dabei lagen, auf einem Kohlenfeuer. Die geweihten Hostien teilte er am nächsten Tage mit der Kommunion aus.

## Folgen der Zerstörung

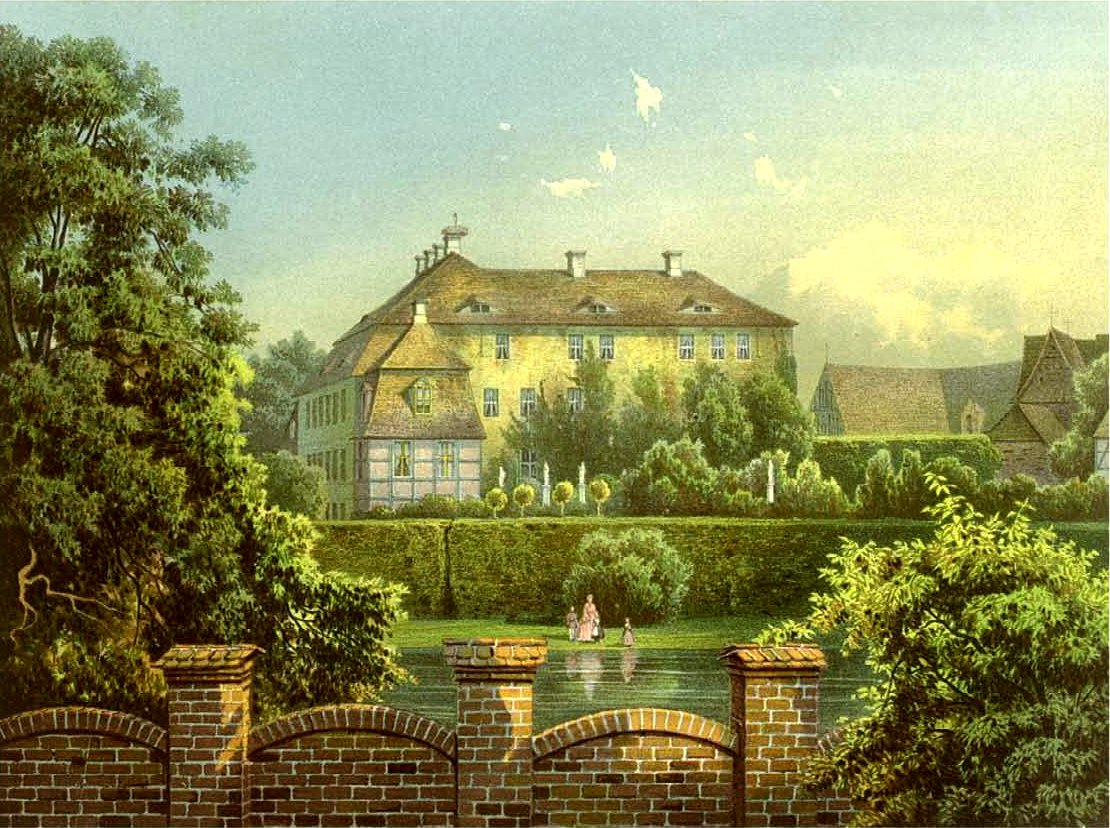
Burg Plattenburg um 1860, Sammlung Alexander Duncker

Mit der Zerstörung der Hostien endeten die Wallfahrten.
Der Hauptmann zu Plattenburg Caspar Welle berichtete diese Tat dem Domkapitel in Havelberg, das alsbald Ellefeld und Lindenberg auf der Burg Plattenburg gefangen setzte. Der Kaplan und der Küster entzogen sich der Verhaftung durch Flucht.
Mit der Angelegenheit beschäftigten sich der Kurfürst von Brandenburg Joachim II., der in Brandenburg im Jahre 1539 die Reformation eingeführt hatte, der Bischof von Magdeburg und Halberstadt Markgraf Friedrich, der letzte katholische Dompropst von Havelberg Johann von Wallwitz (verst. 1557), der auch Domherr zu Magdeburg und Halberstadt war. Von Wallwitz befürwortete die Hinrichtung durch Verbrennen. Von Universitäten und Schöppenstühlen wurden aber Gutachten eingeholt, die sich für Ellefeld einsetzen. Er erhielt auch die Unterstützung von den anderen Ständen und den Predigern. Dem Landeshauptmann in der Prignitz Curt von Rohr wurde daher vom Kurfürsten, der sich nicht selbst persönlich einschalten wollte, befohlen, dem Domkapitel anzudeuten, dass es die Gefangenen aus Gnade frei lassen sollte. Dies geschah dann auch.
Ellefeld musste die Mark Brandenburg verlassen in dem Bewusstsein, eine derartige Strafe für seine Tat nicht verdient zu haben. Er starb in Schnackenburg im Lüneburgischen.
Der ursprüngliche Pilgerweg Berlin–Wilsnack hatte als seinen Ausgangspunkt die Marienkirche oder das Heilig-Geist-Spital in Berlin-Mitte. Seit der Erforschung des Pilgerwegs am Ende des 20. Jahrhunderts erlebt der Pilgerweg eine Renaissance.